# European Rugby Champions Cup 2021/22
Der European Rugby Champions Cup 2021/22 (aus Sponsoringgründen Heineken Champions Cup genannt) war die achte Ausgabe des European Rugby Champions Cup, des wichtigsten europäischen Pokalwettbewerbs im Rugby Union. Aufgrund der weiterhin anhaltenden COVID-19-Pandemie behielt der Veranstalter EPCR das Format des vorangegangenen Turniers bei. Somit nahmen 24 Vereine aus den drei großen Ligen teil, die in zwei Zwölfergruppen eingeteilt waren. Den Titel gewann zum ersten Mal die französische Mannschaft Stade Rochelais.

## Teilnehmer
Die 24 Teilnehmer verteilten sich wie folgt:
- die besten acht Mannschaften der English Premiership
- die besten acht Mannschaften der französischen Top 14; Montpellier qualifizierte sich automatisch als Sieger des EPCR Challenge Cup 2021/22, obwohl es nicht unter den besten acht platziert war
- jeweils die besten vier Mannschaften in beiden Conferences der Pro14

## Modus
Die Mannschaften waren in zwei Zwölfergruppen aufgeteilt. Die besten acht Mannschaften aus jeder Gruppe qualifizierten sich für die K.-o.-Phase des Champions Cup, während die Mannschaften, die auf den Plätzen 9 bis 11 beider Gruppen landeten, ins Achtelfinale des EPCR Challenge Cup 2021/22 einzogen.
Punkte wurden wie folgt vergeben:
- vier Punkte für einen Sieg
- zwei Punkte für ein Unentschieden
- einen Bonuspunkt bei vier oder mehr Versuchen
- einen Bonuspunkt bei einer Niederlage mit sieben oder weniger Punkten Differenz

## Auslosung
Die Auslosung fand am 21. Juni 2021 in Lausanne statt. Dabei wurden die Vereine entsprechend der Platzierung in ihrer Liga eingeteilt. Die auf Platz 1 und 2 platzierten Vereine jeder Liga kamen in Stufe 1, die auf Platz 3 und 4 platzierten Vereine in Stufe 2, die auf Platz 5 und 6 platzierten Vereine in Stufe 3 und die auf Platz 7 und 8 platzierten Vereine in Stufe 4. In der Gruppenphase spielten die Teams von Stufe 1 zweimal zu Hause oder auswärts gegen die Teams der Stufe 4 in ihrer Gruppe (die nicht aus derselben Liga stammen), in ähnlicher Weise auch die Vereine aus Stufe 2 gegen jene aus Stufe 3.
Die Einteilung war wie folgt:
| Stufe | Rang | Top 14                    | Premiership        | Pro14            |
| ----- | ---- | ------------------------- | ------------------ | ---------------- |
| 1     | 1    | Stade Toulousain          | Harlequins         | Leinster Rugby   |
| 1     | 2    | Stade Rochelais           | Exeter Chiefs      | Munster Rugby    |
| 2     | 3    | Racing 92                 | Bristol Bears      | Ulster Rugby     |
| 2     | 4    | Union Bordeaux Bègles     | Sale Sharks        | Connacht Rugby   |
| 3     | 5    | ASM Clermont Auvergne     | Northampton Saints | Scarlets         |
| 3     | 6    | Stade Français            | Leicester Tigers   | Ospreys          |
| 4     | 7    | Castres Olympique         | Bath Rugby         | Cardiff Rugby    |
| 4     | 8    | Montpellier Hérault Rugby | Wasps RFC          | Glasgow Warriors |

## Gruppenphase

### Gruppe A
|     | Team                      | Spiele | Siege | Unent. | Ndlg. | Spiel- punkte | Diff. | Bonus- punkte | Tabellen- punkte |
| --- | ------------------------- | ------ | ----- | ------ | ----- | ------------- | ----- | ------------- | ---------------- |
| 01. | Racing 92                 | 4      | 4     | 0      | 0     | 126:24        | + 102 | 3             | 19               |
| 02. | Ulster Rugby              | 4      | 4     | 0      | 0     | 114:96        | + 18  | 3             | 19               |
| 03. | Stade Rochelais           | 4      | 3     | 1      | 0     | 97:64         | + 33  | 2             | 16               |
| 04. | Leinster Rugby            | 4      | 3     | 0      | 1     | 198:62        | + 136 | 3             | 15               |
| 05. | Sale Sharks               | 4      | 2     | 1      | 1     | 89:48         | + 41  | 2             | 12               |
| 06. | Exeter Chiefs             | 4      | 2     | 0      | 2     | 127:82        | + 45  | 3             | 11               |
| 07. | Montpellier Hérault Rugby | 4      | 2     | 0      | 2     | 78:157        | − 79  | 2             | 10               |
| 08. | ASM Clermont Auvergne     | 4      | 1     | 1      | 2     | 79:82         | − 3   | 2             | 8                |
| 09. | Glasgow Warriors          | 4      | 1     | 0      | 3     | 82:117        | − 35  | 1             | 5                |
| 10. | Northampton Saints        | 4      | 0     | 0      | 4     | 56:124        | − 68  | 2             | 2                |
| 11. | Bath Rugby                | 4      | 0     | 1      | 3     | 48:148        | − 100 | 0             | 2                |
| 12. | Ospreys                   | 4      | 0     | 0      | 4     | 33:123        | − 90  | 0             | 0                |

| 10. Dezember 2021 20:00 WEZ | Northampton Saints | 14 : 45 | Racing 92 | Franklin’s Gardens, Northampton Zuschauer: 12.205 Schiedsrichter: Mike Adamson (Schottland) |
| 10. Dezember 2021 20:00 WEZ | (7:28) Bericht     |         |           | Franklin’s Gardens, Northampton Zuschauer: 12.205 Schiedsrichter: Mike Adamson (Schottland) |

| 11. Dezember 2021 15:15 WEZ | Leinster Rugby  | 45 : 20 | Bath Rugby | Aviva Stadium, Dublin Zuschauer: 25.403 Schiedsrichter: Pierre Brousset (Frankreich) |
| 11. Dezember 2021 15:15 WEZ | (31:13) Bericht |         |            | Aviva Stadium, Dublin Zuschauer: 25.403 Schiedsrichter: Pierre Brousset (Frankreich) |

| 11. Dezember 2021 18:30 MEZ | ASM Clermont Auvergne | 23 : 29 | Ulster Rugby | Stade Marcel-Michelin, Clermont-Ferrand Zuschauer: 14.443 Schiedsrichter: Wayne Barnes (England) |
| 11. Dezember 2021 18:30 MEZ | (10:19) Bericht       |         |              | Stade Marcel-Michelin, Clermont-Ferrand Zuschauer: 14.443 Schiedsrichter: Wayne Barnes (England) |

| 11. Dezember 2021 20:00 WEZ | Exeter Chiefs | 42 : 6 | Montpellier Hérault Rugby | Sandy Park, Exeter Zuschauer: 9.577 Schiedsrichter: Craig Evans (Wales) |
| 11. Dezember 2021 20:00 WEZ | (7:6) Bericht |        |                           | Sandy Park, Exeter Zuschauer: 9.577 Schiedsrichter: Craig Evans (Wales) |

| 12. Dezember 2021 13:30 WEZ | Ospreys        | 13 : 21 | Sale Sharks | Liberty Stadium, Swansea Zuschauer: 4.664 Schiedsrichter: Andrea Piardi (Italien) |
| 12. Dezember 2021 13:30 WEZ | (3:21) Bericht |         |             | Liberty Stadium, Swansea Zuschauer: 4.664 Schiedsrichter: Andrea Piardi (Italien) |

| 12. Dezember 2021 16:15 MEZ | Stade Rochelais | 20 : 13 | Glasgow Warriors | Stade Marcel-Deflandre, La Rochelle Zuschauer: 6.801 Schiedsrichter: Matthew Carley (England) |
| 12. Dezember 2021 16:15 MEZ | (10:6) Bericht  |         |                  | Stade Marcel-Deflandre, La Rochelle Zuschauer: 6.801 Schiedsrichter: Matthew Carley (England) |

| 17. Dezember 2021 20:00 WEZ | Ulster Rugby    | 27 : 22 | Northampton Saints | Kingspan Stadium, Belfast Zuschauer: 14.712 Schiedsrichter: Andrea Piardi (Italien) |
| 17. Dezember 2021 20:00 WEZ | (19:12) Bericht |         |                    | Kingspan Stadium, Belfast Zuschauer: 14.712 Schiedsrichter: Andrea Piardi (Italien) |

| 17. Dezember 2021 21:00 MEZ | Montpellier Hérault Rugby | abgesagt | Leinster Rugby | GGL Stadium, Montpellier Schiedsrichter: Wayne Barnes (England) |
| 17. Dezember 2021 21:00 MEZ | (forfait 28:0)            |          |                | GGL Stadium, Montpellier Schiedsrichter: Wayne Barnes (England) |

Nach mehreren COVID-19-Fällen im Team von Leinster erhielt Montpellier einen 28:0-Forfaitsieg und fünf Tabellenpunkte zugesprochen.
| 18. Dezember 2021 13:00 WEZ | Bath Rugby    | abgesagt | Stade Rochelais | Recreation Ground, Bath Schiedsrichter: Craig Evans (Wales) |
| 18. Dezember 2021 13:00 WEZ | (forfait 0:0) |          |                 | Recreation Ground, Bath Schiedsrichter: Craig Evans (Wales) |

Ursprünglich wurde das Spiel aufgrund von Reisebeschränkungen zwischen dem Vereinigten Königreich und Frankreich verschoben (mit der Absicht, es neu anzusetzen), später jedoch annulliert und mit einem 0:0-Unentschieden sowie zwei Tabellenpunkten für beide Mannschaften gewertet.
| 18. Dezember 2021 15:15 WEZ | Sale Sharks   | abgesagt | ASM Clermont Auvergne | AJ Bell Stadium, Sale Schiedsrichter: Frank Murphy (Irland) |
| 18. Dezember 2021 15:15 WEZ | (forfait 0:0) |          |                       | AJ Bell Stadium, Sale Schiedsrichter: Frank Murphy (Irland) |

Ursprünglich wurde das Spiel aufgrund von Reisebeschränkungen zwischen dem Vereinigten Königreich und Frankreich verschoben (mit der Absicht, es neu anzusetzen), später jedoch annulliert und mit einem 0:0-Unentschieden sowie zwei Tabellenpunkten für beide Mannschaften gewertet.
| 18. Dezember 2021 17:30 WEZ | Glasgow Warriors | 22 : 7 | Exeter Chiefs | Scotstoun Stadium, Glasgow Zuschauer: 7.246 Schiedsrichter: Andrew Brace (Irland) |
| 18. Dezember 2021 17:30 WEZ | (3:0) Bericht    |        |               | Scotstoun Stadium, Glasgow Zuschauer: 7.246 Schiedsrichter: Andrew Brace (Irland) |

| 18. Dezember 2021 18:30 MEZ | Racing 92      | abgesagt | Ospreys | Paris La Défense Arena, Nanterre Schiedsrichter: Luke Pearce (England) |
| 18. Dezember 2021 18:30 MEZ | (forfait 28:0) |          |         | Paris La Défense Arena, Nanterre Schiedsrichter: Luke Pearce (England) |

Nach mehreren COVID-19-Fällen im Team der Ospreys erhielt Racing 92 einen 28:0-Forfaitsieg und fünf Tabellenpunkte zugesprochen.
| 15. Januar 2022 15:15 WEZ | Ospreys        | 10 : 25 | Racing 92 | Liberty Stadium, Swansea Zuschauer: 0 Schiedsrichter: Christophe Ridley (England) |
| 15. Januar 2022 15:15 WEZ | (10:8) Bericht |         |           | Liberty Stadium, Swansea Zuschauer: 0 Schiedsrichter: Christophe Ridley (England) |

| 15. Januar 2022 17:30 WEZ | Exeter Chiefs   | 52 : 17 | Glasgow Warriors | Sandy Park, Exeter Zuschauer: 11.841 Schiedsrichter: Romain Poite (Frankreich) |
| 15. Januar 2022 17:30 WEZ | (14:10) Bericht |         |                  | Sandy Park, Exeter Zuschauer: 11.841 Schiedsrichter: Romain Poite (Frankreich) |

| 15. Januar 2022 18:30 MEZ | Stade Rochelais | 39 : 21 | Bath Rugby | Stade Marcel-Deflandre, La Rochelle Zuschauer: 5.000 Schiedsrichter: Craig Evans (Wales) |
| 15. Januar 2022 18:30 MEZ | (20:0) Bericht  |         |            | Stade Marcel-Deflandre, La Rochelle Zuschauer: 5.000 Schiedsrichter: Craig Evans (Wales) |

| 16. Januar 2022 13:00 WEZ | Leinster Rugby | 89 : 7 | Montpellier Hérault Rugby | RDS Arena, Dublin Zuschauer: 5.000 Schiedsrichter: Wayne Barnes (England) |
| 16. Januar 2022 13:00 WEZ | (40:7) Bericht |        |                           | RDS Arena, Dublin Zuschauer: 5.000 Schiedsrichter: Wayne Barnes (England) |

| 16. Januar 2022 15:15 WEZ | Northampton Saints | 20 : 24 | Ulster Rugby | Franklin’s Gardens, Northampton Zuschauer: 13.271 Schiedsrichter: Pierre Brousset (Frankreich) |
| 16. Januar 2022 15:15 WEZ | (10:19) Bericht    |         |              | Franklin’s Gardens, Northampton Zuschauer: 13.271 Schiedsrichter: Pierre Brousset (Frankreich) |

| 16. Januar 2022 18:30 MEZ | ASM Clermont Auvergne | 25 : 19 | Sale Sharks | Stade Marcel-Michelin, Clermont-Ferrand Zuschauer: 5.000 Schiedsrichter: Frank Murphy (Irland) |
| 16. Januar 2022 18:30 MEZ | (19:19) Bericht       |         |             | Stade Marcel-Michelin, Clermont-Ferrand Zuschauer: 5.000 Schiedsrichter: Frank Murphy (Irland) |

| 22. Januar 2022 13:00 WEZ | Bath Rugby     | 7 : 64 | Leinster Rugby | Recreation Ground, Bath Zuschauer: 13.761 Schiedsrichter: Andrea Piardi (Italien) |
| 22. Januar 2022 13:00 WEZ | (7:33) Bericht |        |                | Recreation Ground, Bath Zuschauer: 13.761 Schiedsrichter: Andrea Piardi (Italien) |

| 22. Januar 2022 17:30 WEZ | Ulster Rugby    | 34 : 31 | ASM Clermont Auvergne | Kingspan Stadium, Belfast Zuschauer: 14.928 Schiedsrichter: Luke Pearce (England) |
| 22. Januar 2022 17:30 WEZ | (17:12) Bericht |         |                       | Kingspan Stadium, Belfast Zuschauer: 14.928 Schiedsrichter: Luke Pearce (England) |

| 22. Januar 2022 20:00 WEZ | Glasgow Warriors | 30 : 38 | Stade Rochelais | Scotstoun Stadium, Glasgow Zuschauer: 6.723 Schiedsrichter: Karl Dickson (England) |
| 22. Januar 2022 20:00 WEZ | (9:15) Bericht   |         |                 | Scotstoun Stadium, Glasgow Zuschauer: 6.723 Schiedsrichter: Karl Dickson (England) |

| 23. Januar 2022 13:00 WEZ | Sale Sharks    | 49 : 10 | Ospreys | AJ Bell Stadium, Sale Zuschauer: 6.123 Schiedsrichter: Pierre Brousset (Frankreich) |
| 23. Januar 2022 13:00 WEZ | (14:3) Bericht |         |         | AJ Bell Stadium, Sale Zuschauer: 6.123 Schiedsrichter: Pierre Brousset (Frankreich) |

| 23. Januar 2022 16:15 MEZ | Racing 92      | abgesagt | Northampton Saints | Paris La Défense Arena, Nanterre Schiedsrichter: Nika Amaschukeli (Georgien) |
| 23. Januar 2022 16:15 MEZ | (forfait 28:0) |          |                    | Paris La Défense Arena, Nanterre Schiedsrichter: Nika Amaschukeli (Georgien) |

Nach mehreren COVID-19-Fällen im Team der Northampton Saints erhielt Racing 92 einen 28:0-Forfaitsieg und fünf Tabellenpunkte zugesprochen.
| 23. Januar 2022 17:30 WEZ | Montpellier Hérault Rugby | 37 : 26 | Exeter Chiefs | GGL Stadium, Montpellier Zuschauer: 5.000 Schiedsrichter: Frank Murphy (Irland) |
| 23. Januar 2022 17:30 WEZ | (24:19) Bericht           |         |               | GGL Stadium, Montpellier Zuschauer: 5.000 Schiedsrichter: Frank Murphy (Irland) |

### Gruppe B
|     | Team                  | Spiele | Siege | Unent. | Ndlg. | Spiel- punkte | Diff. | Bonus- punkte | Tabellen- punkte |
| --- | --------------------- | ------ | ----- | ------ | ----- | ------------- | ----- | ------------- | ---------------- |
| 01. | Leicester Tigers      | 4      | 4     | 0      | 0     | 102:64        | + 38  | 3             | 19               |
| 02. | Harlequins            | 4      | 4     | 0      | 0     | 135:101       | + 34  | 3             | 19               |
| 03. | Munster Rugby         | 4      | 4     | 0      | 0     | 115:47        | + 68  | 2             | 18               |
| 04. | Bristol Bears         | 4      | 3     | 1      | 0     | 108:38        | + 70  | 3             | 17               |
| 05. | Connacht Rugby        | 4      | 1     | 0      | 3     | 118:104       | + 14  | 6             | 10               |
| 06. | Union Bordeaux Bègles | 4      | 1     | 1      | 2     | 58:54         | + 4   | 2             | 8                |
| 07. | Stade Toulousain      | 4      | 1     | 1      | 2     | 61:65         | − 4   | 1             | 7                |
| 08. | Stade Français        | 4      | 1     | 1      | 2     | 63:95         | − 32  | 1             | 7                |
| 09. | Cardiff Rugby         | 4      | 1     | 0      | 3     | 85:118        | − 33  | 3             | 7                |
| 10. | Wasps RFC             | 4      | 1     | 1      | 2     | 51:102        | − 51  | 0             | 6                |
| 11. | Castres Olympique     | 4      | 0     | 0      | 4     | 77:91         | − 14  | 5             | 5                |
| 12. | Scarlets              | 4      | 0     | 1      | 3     | 31:125        | − 94  | 0             | 2                |

| 11. Dezember 2021 13:00 WEZ | Cardiff Rugby  | 7 : 39 | Stade Toulousain | Cardiff Arms Park, Cardiff Zuschauer: 10.107 Schiedsrichter: Karl Dickson (England) |
| 11. Dezember 2021 13:00 WEZ | (7:20) Bericht |        |                  | Cardiff Arms Park, Cardiff Zuschauer: 10.107 Schiedsrichter: Karl Dickson (England) |

| 11. Dezember 2021 16:15 MEZ | Union Bordeaux Bègles | 13 : 16 | Leicester Tigers | Stade Chaban-Delmas, Bordeaux Zuschauer: 22.383 Schiedsrichter: Andrew Brace (Irland) |
| 11. Dezember 2021 16:15 MEZ | (10:10) Bericht       |         |                  | Stade Chaban-Delmas, Bordeaux Zuschauer: 22.383 Schiedsrichter: Andrew Brace (Irland) |

| 11. Dezember 2021 17:30 WEZ | Bristol Bears  | abgesagt | Scarlets | Ashton Gate Stadium, Bristol Schiedsrichter: Mathieu Raynal (Frankreich) |
| 11. Dezember 2021 17:30 WEZ | (forfait 28:0) |          |          | Ashton Gate Stadium, Bristol Schiedsrichter: Mathieu Raynal (Frankreich) |

Da die Scarlets nach einer Reise nach Südafrika isoliert werden mussten, musste die Mannschaft aus Sicherheitsgründen forfait erklären, so dass Bristol fünf Tabellenpunkte und einen 28:0-Sieg zugesprochen erhielt.
| 12. Dezember 2021 13:00 WEZ | Connacht Rugby | 36 : 9 | Stade Français | Galway Sportsgrounds, Galway Zuschauer: 5.277 Schiedsrichter: Luke Pearce (England) |
| 12. Dezember 2021 13:00 WEZ | (19:6) Bericht |        |                | Galway Sportsgrounds, Galway Zuschauer: 5.277 Schiedsrichter: Luke Pearce (England) |

| 12. Dezember 2021 15:15 WEZ | Wasps RFC      | 14 : 35 | Irland | Coventry Building Society Arena, Coventry Zuschauer: 6.716 Schiedsrichter: Romain Poite (Frankreich) |
| 12. Dezember 2021 15:15 WEZ | (7:13) Bericht |         |        | Coventry Building Society Arena, Coventry Zuschauer: 6.716 Schiedsrichter: Romain Poite (Frankreich) |

| 12. Dezember 2021 18:30 MEZ | Castres Olympique | 18 : 20 | Harlequins | Stade Pierre-Fabre, Castres Zuschauer: 8.625 Schiedsrichter: Nika Amaschukeli (Georgien) |
| 12. Dezember 2021 18:30 MEZ | (11:7) Bericht    |         |            | Stade Pierre-Fabre, Castres Zuschauer: 8.625 Schiedsrichter: Nika Amaschukeli (Georgien) |

| 18. Dezember 2021 13:00 WEZ | Harlequins      | 43 : 17 | Cardiff Rugby | The Stoop, London Zuschauer: 6.617 Schiedsrichter: Frank Murphy (Irland) |
| 18. Dezember 2021 13:00 WEZ | (17:17) Bericht |         |               | The Stoop, London Zuschauer: 6.617 Schiedsrichter: Frank Murphy (Irland) |

| 18. Dezember 2021 20:00 WEZ | Munster Rugby | 19 : 13 | Castres Olympique | Thomond Park, Limerick Zuschauer: 21.250 Schiedsrichter: Matthew Carley (England) |
| 18. Dezember 2021 20:00 WEZ | (9:3) Bericht |         |                   | Thomond Park, Limerick Zuschauer: 21.250 Schiedsrichter: Matthew Carley (England) |

| 19. Dezember 2021 13:00 WEZ | Scarlets      | abgesagt | Union Bordeaux Bègles | Parc y Scarlets, Llanelli Schiedsrichter: Christophe Ridley (England) |
| 19. Dezember 2021 13:00 WEZ | (forfait 0:0) |          |                       | Parc y Scarlets, Llanelli Schiedsrichter: Christophe Ridley (England) |

Ursprünglich wurde das Spiel aufgrund von Reisebeschränkungen zwischen dem Vereinigten Königreich und Frankreich verschoben (mit der Absicht, es neu anzusetzen), später jedoch annulliert und mit einem 0:0-Unentschieden sowie zwei Tabellenpunkten für beide Mannschaften gewertet.
| 11. Dezember 2021 17:30 WEZ | Leicester Tigers | 29 : 23 | Connacht Rugby | Welford Road Stadium, Leicester Zuschauer: 17.222 Schiedsrichter: Mike Adamson (Schottland) |
| 11. Dezember 2021 17:30 WEZ | (12:17) Bericht  |         |                | Welford Road Stadium, Leicester Zuschauer: 17.222 Schiedsrichter: Mike Adamson (Schottland) |

| 19. Dezember 2021 16:15 MEZ | Stade Toulousain | abgesagt | Wasps RFC | Stade Ernest-Wallon, Toulouse Schiedsrichter: Mike Adamson (Schottland) |
| 19. Dezember 2021 16:15 MEZ | (forfait 0:0)    |          |           | Stade Ernest-Wallon, Toulouse Schiedsrichter: Mike Adamson (Schottland) |

Ursprünglich wurde das Spiel aufgrund von Reisebeschränkungen zwischen dem Vereinigten Königreich und Frankreich verschoben (mit der Absicht, es neu anzusetzen), später jedoch annulliert und mit einem 0:0-Unentschieden sowie zwei Tabellenpunkten für beide Mannschaften gewertet.
| 19. Dezember 2021 18:30 MEZ | Stade Français | abgesagt | Bristol Bears | Stade Jean-Bouin, Paris Schiedsrichter: Andrew Brace (Irland) |
| 19. Dezember 2021 18:30 MEZ | (forfait 0:0)  |          |               | Stade Jean-Bouin, Paris Schiedsrichter: Andrew Brace (Irland) |

Ursprünglich wurde das Spiel aufgrund von Reisebeschränkungen zwischen dem Vereinigten Königreich und Frankreich verschoben (mit der Absicht, es neu anzusetzen), später jedoch annulliert und mit einem 0:0-Unentschieden sowie zwei Tabellenpunkten für beide Mannschaften gewertet.
| 14. Januar 2022 21:00 MEZ | Castres Olympique | 13 : 16 | Munster Rugby | Stade Pierre-Fabre, Castres Zuschauer: 5.000 Schiedsrichter: Luke Pearce (England) |
| 14. Januar 2022 21:00 MEZ | (7:3) Bericht     |         |               | Stade Pierre-Fabre, Castres Zuschauer: 5.000 Schiedsrichter: Luke Pearce (England) |

| 14. Januar 2022 20:00 WEZ | Cardiff Rugby   | 33 : 36 | Harlequins | Cardiff Arms Park, Cardiff Zuschauer: 0 Schiedsrichter: Tual Trainini (Frankreich) |
| 14. Januar 2022 20:00 WEZ | (14:12) Bericht |         |            | Cardiff Arms Park, Cardiff Zuschauer: 0 Schiedsrichter: Tual Trainini (Frankreich) |

| 15. Januar 2022 13:00 WEZ | Wasps RFC       | 30 : 22 | Stade Toulousain | Coventry Building Society Arena, Coventry Zuschauer: 8.000 Schiedsrichter: Chris Busby (Irland) |
| 15. Januar 2022 13:00 WEZ | (14:10) Bericht |         |                  | Coventry Building Society Arena, Coventry Zuschauer: 8.000 Schiedsrichter: Chris Busby (Irland) |

| 15. Januar 2022 15:15 WEZ | Connacht Rugby  | 28 : 29 | Leicester Tigers | Galway Sportsgrounds, Galway Zuschauer: 3.064 Schiedsrichter: Mathieu Raynal (Frankreich) |
| 15. Januar 2022 15:15 WEZ | (14:10) Bericht |         |                  | Galway Sportsgrounds, Galway Zuschauer: 3.064 Schiedsrichter: Mathieu Raynal (Frankreich) |

| 15. Januar 2022 20:00 WEZ | Bristol Bears  | 28 : 17 | Stade Français | Ashton Gate Stadium, Bristol Zuschauer: 14.828 Schiedsrichter: Andrew Brace (Irland) |
| 15. Januar 2022 20:00 WEZ | (14:7) Bericht |         |                | Ashton Gate Stadium, Bristol Zuschauer: 14.828 Schiedsrichter: Andrew Brace (Irland) |

| 15. Januar 2022 17:30 WEZ | Union Bordeaux Bègles | 45 : 10 | Scarlets | Stade Chaban-Delmas, Bordeaux Zuschauer: 5.000 Schiedsrichter: Karl Dickson (England) |
| 15. Januar 2022 17:30 WEZ | (21:0) Bericht        |         |          | Stade Chaban-Delmas, Bordeaux Zuschauer: 5.000 Schiedsrichter: Karl Dickson (England) |

| 21. Januar 2022 20:00 WEZ | Harlequins      | 36 : 33 | Castres Olympique | The Stoop, London Zuschauer: 10.994 Schiedsrichter: Mike Adamson (Schottland) |
| 21. Januar 2022 20:00 WEZ | (22:23) Bericht |         |                   | The Stoop, London Zuschauer: 10.994 Schiedsrichter: Mike Adamson (Schottland) |

| 22. Januar 2022 14:00 MEZ | Stade Toulousain | abgesagt | Cardiff Rugby | Stade Ernest-Wallon, Toulouse Schiedsrichter: Tom Foley (England) |
| 22. Januar 2022 14:00 MEZ | (forfait 0:28)   |          |               | Stade Ernest-Wallon, Toulouse Schiedsrichter: Tom Foley (England) |

Nach mehreren COVID-19-Fällen im Team von Stade Toulousain erhielt Cardiff einen 28:0-Forfaitsieg und fünf Tabellenpunkte zugesprochen.
| 22. Januar 2022 15:15 WEZ | Leicester Tigers | abgesagt | Union Bordeaux Bègles | Welford Road Stadium, Leicester Schiedsrichter: Andrew Brace (Irland) |
| 22. Januar 2022 15:15 WEZ | (forfait 28:0)   |          |                       | Welford Road Stadium, Leicester Schiedsrichter: Andrew Brace (Irland) |

Nach mehreren COVID-19-Fällen im Team von Union Bordeaux Bègles erhielt Leicester einen 28:0-Forfaitsieg und fünf Tabellenpunkte zugesprochen.
| 22. Januar 2022 17:30 WEZ | Scarlets        | 21 : 52 | Bristol Bears | Parc y Scarlets, Llanelli Zuschauer: 7.500 Schiedsrichter: Mathieu Raynal (Frankreich) |
| 22. Januar 2022 17:30 WEZ | (13:14) Bericht |         |               | Parc y Scarlets, Llanelli Zuschauer: 7.500 Schiedsrichter: Mathieu Raynal (Frankreich) |

| 23. Januar 2022 14:00 MEZ | Stade Français  | 37 : 31 | Connacht Rugby | Stade Jean-Bouin, Paris Zuschauer: 5.000 Schiedsrichter: Wayne Barnes (England) |
| 23. Januar 2022 14:00 MEZ | (10:17) Bericht |         |                | Stade Jean-Bouin, Paris Zuschauer: 5.000 Schiedsrichter: Wayne Barnes (England) |

| 23. Januar 2021 15:15 WEZ | Munster Rugby  | 45 : 7 | Wasps RFC | Thomond Park, Limerick Zuschauer: 13.000 Schiedsrichter: Tual Trainini (Frankreich) |
| 23. Januar 2021 15:15 WEZ | (24:7) Bericht |        |           | Thomond Park, Limerick Zuschauer: 13.000 Schiedsrichter: Tual Trainini (Frankreich) |

## K.-o.-Runde
Anmerkung: In der Spalte „Achtelfinale“ wird jeweils das Gesamtergebnis zweier Spiele dargestellt.
|  | Achtelfinale              | Achtelfinale |  |  | Viertelfinale             | Viertelfinale    |    |                | Halbfinale      | Halbfinale |  |  | Finale | Finale |
|  |                           |              |  |  |                           |                  |    |                |                 |            |  |  |        |        |
|  | Racing 92                 | 55           |  |  |                           |                  |    |                |                 |            |  |  |        |        |
|  | Stade Français            | 31           |  |  | Racing 92                 | 41               |    |                |                 |            |  |  |        |        |
|  | Bristol Bears             | 39           |  |  | Sale Sharks               | 22               |    |                |                 |            |  |  |        |        |
|  | Sale Sharks               | 44           |  |  |                           |                  |    | Racing 92      | 13              |            |  |  |        |        |
|  | Stade Rochelais           | 62           |  |  |                           | Stade Rochelais  | 20 |                |                 |            |  |  |        |        |
|  | Union Bordeaux Bègles     | 36           |  |  | Stade Rochelais           | 31               |    |                |                 |            |  |  |        |        |
|  | Harlequins                | 59           |  |  | Montpellier Hérault Rugby | 19               |    |                |                 |            |  |  |        |        |
|  | Montpellier Hérault Rugby | 60           |  |  |                           |                  |    |                | Stade Rochelais | 24         |  |  |        |        |
|  | Leicester Tigers          | 56           |  |  |                           | Leinster Rugby   | 21 |                |                 |            |  |  |        |        |
|  | ASM Clermont Auvergne     | 27           |  |  | Leicester Tigers          | 14               |    |                |                 |            |  |  |        |        |
|  | Leinster Rugby            | 82           |  |  | Leinster Rugby            | 23               |    |                |                 |            |  |  |        |        |
|  | Connacht Rugby            | 41           |  |  |                           |                  |    | Leinster Rugby | 40              |            |  |  |        |        |
|  | Munster Rugby             | 34           |  |  |                           | Stade Toulousain | 17 |                |                 |            |  |  |        |        |
|  | Exeter Chiefs             | 23           |  |  | Munster Rugby             | 24 (2)           |    |                |                 |            |  |  |        |        |
|  | Ulster Rugby              | 49           |  |  | Stade Toulousain          | 24 (4)           |    |                |                 |            |  |  |        |        |
|  | Stade Toulousain          | 50           |  |  |                           |                  |    |                |                 |            |  |  |        |        |

### Achtelfinale
Hinrunde
| 8. April 2022 20:00 WESZ | Connacht Rugby                                                                                            | 21 : 26         | Leinster Rugby | Galway Sportsgrounds, Galway Zuschauer: 8.129 Schiedsrichter: Karl Dickson (England) |
| 8. April 2022 20:00 WESZ | Versuche: Porch 2. n.erh. Fifita 60. erh. Erhöhungen: Carty (1/2) Straftritte: Carty (3/3) 33., 40.+4, 45 | (11:18) Bericht | Versuche: Lowe (2) 22. erh., 26. n.erh. Keenan 52. n.erh. Erhöhungen: Sexton (1/3) Straftritte: Sexton (2/2) 18., 37. Byrne (1/1) 76. | Galway Sportsgrounds, Galway Zuschauer: 8.129 Schiedsrichter: Karl Dickson (England) |

| 9. April 2022 13:00 WESZ | Sale Sharks                             | 9 : 10        | Bristol Bears                                                                      | AJ Bell Stadium, Sale Zuschauer: 4.672 Schiedsrichter: Mathieu Raynal (Frankreich) |
| 9. April 2022 13:00 WESZ | Straftritte: du Preez (3/4) 4., 9., 77. | (6:3) Bericht | Versuche: Radradra 71. erh. Erhöhungen: Sheedy (1/1) Straftritte: Sheedy (1/1) 25. | AJ Bell Stadium, Sale Zuschauer: 4.672 Schiedsrichter: Mathieu Raynal (Frankreich) |

| 9. April 2022 14:00 MESZ | Union Bordeaux Bègles                                                | 13 : 31        | Stade Rochelais | Stade Chaban-Delmas, Bordeaux Zuschauer: 28.269 Schiedsrichter: Matthew Carley (England) |
| 9. April 2022 14:00 MESZ | Versuche: Woki 50. n.erh. Mori 67. n.erh. Straftritte: Lucu (1/1) 9. | (3:13) Bericht | Versuche: Rhule 21. erh. Danty 53. n.erh. Strafversuch 63. Erhöhungen: West (1/2) Straftritte: West (4/4) 9., 38., 48., 71. | Stade Chaban-Delmas, Bordeaux Zuschauer: 28.269 Schiedsrichter: Matthew Carley (England) |

| 9. April 2022 16:15 MESZ | Stade Toulousain                                                                                    | 20 : 26        | Ulster Rugby                                                                                      | Stadium Municipal, Toulouse Zuschauer: 30.322 Schiedsrichter: Wayne Barnes (England) |
| 9. April 2022 16:15 MESZ | Versuche: Meafou 6. erh. Ntamack 79. erh. Erhöhungen: Ramos (2/2) Straftritte: Ramos (2/2) 17., 40. | (13:7) Bericht | Versuche: Baloucoune (3) 12. erh., 44. n.erh., 66. erh. Warwick 58. erh. Erhöhungen: Cooney (3/4) | Stadium Municipal, Toulouse Zuschauer: 30.322 Schiedsrichter: Wayne Barnes (England) |

| 9. April 2022 17:30 WESZ | Exeter Chiefs                                                           | 13 : 8         | Munster Rugby                                          | Sandy Park, Exeter Zuschauer: 10.307 Schiedsrichter: Pierre Brousset (Frankreich) |
| 9. April 2022 17:30 WESZ | Versuche: Hogg 5. n.erh. Vermeulen 37. n.erh. Dropgoals: Hogg (1/1) 65. | (10:8) Bericht | Versuche: Daly 66. n.erh. Straftritte: Healy (1/1) 56. | Sandy Park, Exeter Zuschauer: 10.307 Schiedsrichter: Pierre Brousset (Frankreich) |

| 9. April 2022 18:30 MESZ | Stade Français                                          | 9 : 22         | Racing 92                                                                                                  | Stade Jean-Bouin, Paris Zuschauer: 12.489 Schiedsrichter: uke Pearce (England) |
| 9. April 2022 18:30 MESZ | Straftritte: Segonds (2/2) 37., 40.+2 Sánchez (1/2) 70. | (6:12) Bericht | Versuche: Fickou 60. erh. Erhöhungen: Le Garrec (1/1) Straftritte: Le Garrec (5/6) 14., 20., 23., 30., 78. | Stade Jean-Bouin, Paris Zuschauer: 12.489 Schiedsrichter: uke Pearce (England) |

| 10. April 2022 14:00 MESZ | Montpellier Hérault Rugby | 40 : 26        | Harlequins                                                                                                  | GGL Stadium, Montpellier Zuschauer: 7.500 Schiedsrichter: Andrew Brace (Irland) |
| 10. April 2022 14:00 MESZ | Versuche: N’Gandebe 21. erh. Mercer (2) 31. erh., 38. erh. Reinach 34. n.erh. Lamositele 41. n.erh. Erhöhungen: Garbisi (3/5) Straftritte: Garbisi (1/2) 47. Pollard (2/2) 74., 80. | (26:0) Bericht | Versuche: Hammond 40. n.erh. Esterhuizen 61. erh. Marchant 65. erh. Lynagh 78. erh. Erhöhungen: Smith (3/4) | GGL Stadium, Montpellier Zuschauer: 7.500 Schiedsrichter: Andrew Brace (Irland) |

| 10. April 2022 16:15 MESZ | ASM Clermont Auvergne                                                              | 10 : 29         | Leicester Tigers | Stade Marcel-Michelin, Clermont-Ferrand Zuschauer: 15.328 Schiedsrichter: Nika Amaschukeli (Georgien) |
| 10. April 2022 16:15 MESZ | Versuche: Tiberghien 12. erh. Erhöhungen: Parra (1/1) Straftritte: Parra (1/1) 27. | (10:10) Bericht | Versuche: Genge 18. n.erh. Montoya 32. n.erh. van Poortvliet 45. n.erh. Saumaki 52. erh. Potter 64. erh. Erhöhungen: Ford (2/5) | Stade Marcel-Michelin, Clermont-Ferrand Zuschauer: 15.328 Schiedsrichter: Nika Amaschukeli (Georgien) |

Rückrunde
| 15. April 2022 17:30 WESZ | Leinster Rugby | 56 : 20        | Connacht Rugby | Aviva Stadium, Dublin Zuschauer: 32.604 Schiedsrichter: Luke Pearce (England) |
| 15. April 2022 17:30 WESZ | Versuche: Gibson-Park 10. erh. Henshaw (2) 17. erh., 41. erh. Furlong 27. erh. Lowe (4) 35. erh., 54. erh., 64. erh., 80. erh. Erhöhungen: Sexton (6) Byrne (2/2) | (28:3) Bericht | Versuche: O’Halloran 45. n.erh. Arnold 61. n.erh. Papali’i 69. erh. Erhöhungen: Carty (1/3) Straftritte: Carty (1/2) 1. | Aviva Stadium, Dublin Zuschauer: 32.604 Schiedsrichter: Luke Pearce (England) |

Das Gesamtergebnis lautete 82:41 für Leinster Rugby.
| 15. April 2022 20:00 WESZ | Bristol Bears | 29 : 35        | Sale Sharks | Ashton Gate Stadium, Bristol Zuschauer: 13.814 Schiedsrichter: Frank Murphy (Irland) |
| 15. April 2022 20:00 WESZ | Versuche: Thacker 48. erh. Morahan (2) 53. erh., 77. n.erh. Joyce 62. erh. Erhöhungen: Sheedy (3/4) Straftritte: Sheedy (1/2) 20. | (3:17) Bericht | Versuche: de Jager 31. erh. van der Merwe 40. erh. Roebuck 41. erh. Ross 74. n.erh. Erhöhungen: du Preez (3/4) Straftritte: du Preez (3/3) 23., 65., 72. | Ashton Gate Stadium, Bristol Zuschauer: 13.814 Schiedsrichter: Frank Murphy (Irland) |

Das Gesamtergebnis lautete 44:39 für die Sale Sharks.
| 16. April 2022 12:30 WESZ | Harlequins | 33 : 20         | Montpellier Hérault Rugby | The Stoop, London Zuschauer: 12.400 Schiedsrichter: Mike Adamson (Schottland) |
| 16. April 2022 12:30 WESZ | Versuche: Jones 1. erh. Dombrandt 14. erh. Marchant 29. erh. Lynagh (2) 38. erh., 75. n.erh. Erhöhungen: Smith (4/5) | (28:17) Bericht | Versuche: Reilhac 11. erh. Tisseron 33. erh. Erhöhungen: Foursans-Bourdette (2/2) Straftritte: Foursans-Bourdette (1/1) 27. Pollard (1/2) 55. | The Stoop, London Zuschauer: 12.400 Schiedsrichter: Mike Adamson (Schottland) |

Das Gesamtergebnis lautete 60:59 für den Montpellier Hérault RC.
| 16. April 2022 15:00 WESZ | Munster Rugby | 26 : 10        | Exeter Chiefs                                     | Thomond Park, Limerick Zuschauer: 21.133 Schiedsrichter: Mathieu Raynal (Frankreich) |
| 16. April 2022 15:00 WESZ | Versuche: Carbery 25. erh. de Allende 72. erh. Erhöhungen: Carbery (2/2) Straftritte: Carbery (4/4) 5., 16., 59., 64. | (13:5) Bericht | Versuche: Maunder 10. n.erh. Vermeulen 48. n.erh. | Thomond Park, Limerick Zuschauer: 21.133 Schiedsrichter: Mathieu Raynal (Frankreich) |

Das Gesamtergebnis lautete 34:23 für Munster Rugby.
| 2022 20:00 WESZ | Stade Rochelais | 31 : 23       | Union Bordeaux Bègles | Stade Marcel-Deflandre, La Rochelle Zuschauer: 16.000 Schiedsrichter: Wayne Barnes (England) |
| 2022 20:00 WESZ | Versuche: West 41. erh. Alldritt 47. erh. Kerr-Barlow 54. erh. Botia 68. erh. Erhöhungen: West (4/4) Straftritte: West (1/2) 20. | (3:6) Bericht | Versuche: Massé 52. erh. Mori 76. erh. Erhöhungen: Lucu (1/1) García (1/1) Straftritte: Lucu (2/3) 15., 37. García (1/1) 64. | Stade Marcel-Deflandre, La Rochelle Zuschauer: 16.000 Schiedsrichter: Wayne Barnes (England) |

Das Gesamtergebnis lautete 62:36 für Stade Rochelais.
| 16. April 2022 17:30 WESZ | Leicester Tigers | 27 : 17       | ASM Clermont Auvergne                                                                     | Welford Road Stadium, Leicester Zuschauer: 22.722 Schiedsrichter: Andrew Brace (Irland) |
| 16. April 2022 17:30 WESZ | Versuche: Liebenberg 8. erh. Scott 49. n.erh. Strafversuch 61. Steward 65. n.erh. Erhöhungen: Ford (1/2) Straftritte: Ford (1/1) 45. | (7:3) Bericht | Versuche: Raka 57. erh. Lee 68. erh. Erhöhungen: Parra (2/2) Straftritte: Lopez (1/1) 16. | Welford Road Stadium, Leicester Zuschauer: 22.722 Schiedsrichter: Andrew Brace (Irland) |

Das Gesamtergebnis lautete 56:27 für die Leicester Tigers.
| 16. April 2022 20:00 WESZ | Ulster Rugby                                                                                              | 23 : 30       | Stade Toulousain | Kingspan Stadium, Belfast Zuschauer: 16.866 Schiedsrichter: Matthew Carley (England) |
| 16. April 2022 20:00 WESZ | Versuche: McIlroy (2) 10. erh., 37. erh. Erhöhungen: Cooney (2/2) Straftritte: Cooney (3/3) 18., 52., 68. | (17:) Bericht | Versuche: Ramos 21. erh. Ntamack 26. erh. Dupont 74. erh. Erhöhungen: Ramos (3/3) Straftritte: Ramos (3/3) 1., 13., 63. | Kingspan Stadium, Belfast Zuschauer: 16.866 Schiedsrichter: Matthew Carley (England) |

Das Gesamtergebnis lautete 50:49 für Stade Toulousain.
| 17. April 2022 16:30 MESZ | Racing 92 | 33 : 22         | Stade Français | Paris La Défense Arena, Nanterre Zuschauer: 14.986 Schiedsrichter: Nika Amaschukeli (Georgien) |
| 17. April 2022 16:30 MESZ | Versuche: Strafversuch 34. Thomas (2) 43. erh., 78. n.erh. Lauret 72. n.erh. Erhöhungen: Le Garrec (1/3) Straftritte: Le Garrec (3/3) 19., 30., 55. | (13:22) Bericht | Versuche: Veainu 5. erh. Lapègue (2/2) 21. n.erh., 37. erh. Erhöhungen: Sánchez (2/3) Straftritte: Sánchez (1/1) 13. | Paris La Défense Arena, Nanterre Zuschauer: 14.986 Schiedsrichter: Nika Amaschukeli (Georgien) |

Das Gesamtergebnis lautete 55:31 für Racing 92.

### Viertelfinale
| 7. Mai 2022 15:00 WESZ | Munster Rugby | 24 : 24 n. V.   | Stade Toulousain                                                                                             | Aviva Stadium, Dublin Zuschauer: 40.476 Schiedsrichter: Luke Pearce (England) |
| 7. Mai 2022 15:00 WESZ | Versuche: Kendellen 9. erh. Earls 38. erh. Haley 43. erh. Erhöhungen: Carbery (3/3) Straftritte: Carbery (1/3) 56. | (14:14) Bericht | Versuche: Ntamack 11. erh. Lebel (2) 25. erh., 66. erh. Erhöhungen: Ramos (3/3) Straftritte: Ramos (1/1) 75. | Aviva Stadium, Dublin Zuschauer: 40.476 Schiedsrichter: Luke Pearce (England) |

Da die Partie auch nach der Verlängerung unentschieden stand, fand ein Strafstoßschießen statt, um eine Entscheidung herbeizuführen. Dabei setzte sich Stade Toulousain mit 4:2 Punkten durch.
| 7. Mai 2022 17:30 WESZ | Leicester Tigers                                                | 14 : 23        | Leinster Rugby | Welford Road Stadium, Leicester Zuschauer: 19.066 Schiedsrichter: Mathieu Raynal (Frankreich) |
| 7. Mai 2022 17:30 WESZ | Versuche: Ashton 45. erh. Dolly 78. erh. Erhöhungen: Ford (2/2) | (0:20) Bericht | Versuche: van der Flier 14. erh. Henshaw 19. erh. Erhöhungen: Sexton (2/2) Straftritte: Sexton (2/2) 3., 36. Byrne (1/1) 65. | Welford Road Stadium, Leicester Zuschauer: 19.066 Schiedsrichter: Mathieu Raynal (Frankreich) |

| 7. Mai 2022 18:30 MESZ | Stade Rochelais | 31 : 19        | Montpellier Hérault Rugby                                                                         | Stade Marcel-Deflandre, La Rochelle Zuschauer: 16.000 Schiedsrichter: Karl Dickson (England) |
| 7. Mai 2022 18:30 MESZ | Versuche: Priso 12. erh. Vito 22. erh. Botia 47. n.erh. Erhöhungen: West (2/3) Straftritte: West (4/4) 17., 64., 69., 78. | (17:7) Bericht | Versuche: Thomas 28. erh. Reilhac 41. erh. Mercer 53. n.erh. Erhöhungen: Foursans-Bourdette (2/3) | Stade Marcel-Deflandre, La Rochelle Zuschauer: 16.000 Schiedsrichter: Karl Dickson (England) |

| 8. Mai 2022 16:00 WESZ | Racing 92 | 41 : 22        | Sale Sharks | Paris La Défense Arena, Nanterre Zuschauer: 9.356 Schiedsrichter: Andrew Brace (Irland) |
| 8. Mai 2022 16:00 WESZ | Versuche: Thomas 41. erh. Russell 49. erh. Imhoff 68. n.erh. Spring 79. erh. Erhöhungen: Le Garrec (2/3) Machenaud (1/1) Straftritte: Le Garrec (5/6) 11., 14., 47., 62., 67. | (6:10) Bericht | Versuche: Tuilagi 40. erh. van der Merwe 54. erh. Curry 73. n.erh. Erhöhungen: du Preez (2/3) Straftritte: du Preez (1/2) 22. | Paris La Défense Arena, Nanterre Zuschauer: 9.356 Schiedsrichter: Andrew Brace (Irland) |

### Halbfinale
| 14. Mai 2022 15:00 WESZ | Leinster Rugby | 40 : 17         | Stade Toulousain                                                                               | Aviva Stadium, Dublin Zuschauer: 42.076 Schiedsrichter: Karl Dickson (England) |
| 14. Mai 2022 15:00 WESZ | Versuche: Lowe (2) 14. erh., 49. erh. van der Flier 19. erh. Keenan 78. erh. Erhöhungen: Sexton (3/3) Byrne (1/1) Straftritte: Sexton (3/3) 4., 12., 33. Byrne (1/1) 73. | (23:10) Bericht | Versuche: Dupont 6. erh. Tolofua 65. erh. Erhöhungen: Ramos (2/2) Straftritte: Ramos (1/1) 24. | Aviva Stadium, Dublin Zuschauer: 42.076 Schiedsrichter: Karl Dickson (England) |

| 15. Mai 2022 16:00 MESZ | Racing 92                                                                                   | 13 : 20        | Stade Rochelais                                                                              | Stade Bollaert-Delelis, Lens Zuschauer: 15.522 Schiedsrichter: Matthew Carley (England) |
| 15. Mai 2022 16:00 MESZ | Versuche: Vaktawa 25. erh. Erhöhungen: Le Garrec (1/1) Straftritte: Le Garrec (2/3) 2., 50. | (10:8) Bericht | Versuche: Alldritt 40.+2 n.erh. Strafversuch 52. West 80. n.erh. Straftritte: West (1/3) 32. | Stade Bollaert-Delelis, Lens Zuschauer: 15.522 Schiedsrichter: Matthew Carley (England) |

### Finale
| 28. Mai 2022 17:45 MESZ | Stade Rochelais                                                                                                | 24 : 21        | Leinster Rugby                                                         | Stade Vélodrome, Marseille Zuschauer: 59.862 Schiedsrichter: Wayne Barnes (Rugby) |
| 28. Mai 2022 17:45 MESZ | Versuche: Rhule 9. erh. Bourgarit 60. erh. Retière 79. erh. Erhöhungen: West (3/3) Straftritte: West (1/1) 41. | (12:7) Bericht | Straftritte: Sexton (5/6) 4., 8., 22., 40.+2, 47., 53. Byrne (1/1) 64. | Stade Vélodrome, Marseille Zuschauer: 59.862 Schiedsrichter: Wayne Barnes (Rugby) |

| 15                 | Brice Dulin      |                  |
| 14                 | Dillyn Leyds     | 67.              |
| 13                 | Jérémy Sinzelle  |                  |
| 12                 | Jonathan Danty   | 68.              |
| 11                 | Raymond Rhule    |                  |
| 10                 | Ihaia West       |                  |
| 09                 | Thomas Berjon    | 64.              |
| 08                 | Grégory Alldritt |                  |
| 07                 | Matthias Haddad  | 29.              |
| 06                 | Wiaan Liebenberg | 53.              |
| 05                 | Will Skelton     |                  |
| 04                 | Thomas Lavault   | 63. bis 73.′ 74. |
| 03                 | Uini Atonio      | 62.              |
| 02                 | Pierre Bourgarit | 66.              |
| 01                 | Dany Priso       |                  |
| Auswechselspieler: |                  |                  |
| 16                 | Facundo Bosch    | 66.              |
| 17                 | Reda Wardi       | 53.              |
| 18                 | Joel Sclavi      | 62.              |
| 19                 | Romain Sazy      | 74.              |
| 20                 | Rémi Bourdeau    | 29.              |
| 21                 | Arthur Retière   | 64.              |
| 22                 | Levani Botia     | 68.              |
| 23                 | Jules Favre      | 67.              |
| Trainer:           |                  |                  |
| Ronan O’Gara       |                  |                  |

| 15                 | Hugo Keenan         |     |
| 14                 | Jimmy O’Brien       |     |
| 13                 | Garry Ringrose      |     |
| 12                 | Robbie Henshaw      |     |
| 11                 | James Lowe          |     |
| 10                 | Jonathan Sexton     | 62. |
| 09                 | Jamison Gibson-Park | 75. |
| 08                 | Jack Conan          |     |
| 07                 | Josh van der Flier  |     |
| 06                 | Caelan Doris        | 66. |
| 05                 | James Ryan          |     |
| 04                 | Ross Molony         | 76. |
| 03                 | Tadhg Furlong       | 62. |
| 02                 | Rónan Kelleher      | 14. |
| 01                 | Andrew Porter       | 62. |
| Auswechselspieler: |                     |     |
| 16                 | Dan Sheehan         | 14. |
| 17                 | Cian Healy          | 62. |
| 18                 | Michael Alaʻalatoa  | 62. |
| 19                 | Joe McCarthy        | 76. |
| 20                 | Rhys Ruddock        | 66. |
| 21                 | Luke McGrath        | 75. |
| 22                 | Ross Byrne          | 62. |
| 23                 | Ciarán Frawley      |     |
| Trainer:           |                     |     |
| Leo Cullen         |                     |     |

## Statistik
Quelle: epcrugby.com

### Meiste erzielte Versuche
|    | Name               | Versuche | Verein         |
| -- | ------------------ | -------- | -------------- |
| 1. | James Lowe         | 10       | Leinster Rugby |
| 2. | Sam Simmonds       | 7        | Exeter Chiefs  |
| 2. | Alex Dombrandt     | 7        | Harlequins     |
| 4. | Josh van der Flier | 6        | Leinster Rugby |

### Meiste erzielte Punkte
|    | Name             | Punkte | Verein          |
| -- | ---------------- | ------ | --------------- |
| 1. | Jonathan Sexton  | 83     | Leinster Rugby  |
| 2. | Ihaia West       | 76     | Stade Rochelais |
| 3. | Marcus Smith     | 60     | Harlequins      |
| 4. | Jack Carty       | 59     | Connacht Rugby  |
| 5. | Nolann Le Garrec | 55     | Racing 92       |